# Грейсток, Ральф, 5-й барон Грейсток
Ральф (III) де Грейсток (англ. Ralph de Greystoke; до 1414 — 1 июня 1487) — 5-й барон Грейсток с 1436 года, английский аристократ и военачальник, сын Джона де Грейстока, 4-го барона Грейстока, и Элизабет Феррерс.
Ральф находился в близком родстве с могущественным родом Невиллов, благодаря чему был союзником Ричарда Невилла, графа Солсбери, и герцога Ричарда Йоркского. Во время войны Алой и Белой розы он несколько раз менял сторону, приняв участие в нескольких битвах как на стороне Йорков, так и на стороне Ланкастеров. После коронации Эдуарда IV Йорка Ральф оказался на его стороне, позже перешёл на службу к его брату Ричарду Глостеру (будущему Ричарду III), командуя отрядом, который защищал границу от набегов шотландцев в Англо-Шотландском пограничье.
Ральф не участвовал в битве при Босворте, закончившейся гибелью Ричарда III, и сохранил свои владения и титулы во время правления Генриха VII Тюдора. Поскольку наследник Ральфа умер раньше отца, его владения и титул получил муж внучки Томас Дакр.

## Биография

### Происхождение
Ральф происходил из английского аристократического рода Грейстоков, владевшего значительными поместьями в Камберленде (где находился замок Грейсток, давший название их роду), Уэстморленде, Нортумберленде, Дареме и Йоркшире. Главной резиденцией Грейстоков был замок Хендерскельф (ныне разрушен, его развалины находятся в парке замка Говард). Мать же Ральфа происходила из рода Феррерсов и была наследницей манора Уэм. При этом она была дочерью Джоан Бофорт, легитимизированной дочери Джона Гонта, 1-го герцога Ланкастера, от брака с Катериной Суинфорд. Поскольку вторым браком Джоан была замужем за Ральфом Невиллом, 1-м графом Уэстморлендом, Ральф находился в близком родстве с могущественным родом Невиллов.

### Союз с Невиллами
После смерти отца в 1436 году Ральф унаследовал все владения Грейстоков. В том же году он был вызван в английский парламент как 5-й барон Грейсток. В дальнейшем он участвовал в заседаниях парламента в 1439, 1441 и 1485 годах. В 1444 году Ральф участвовал в посольстве во Францию, возглавляемое герцогом Саффолком, которое снарядили во Францию, чтобы сопроводить в Англию Маргариту Анжуйскую, невесту короля Генриха VI.
Одним из важнейших решений, принятых в 1440-е годы Ральфом, стал союз с Ричардом Невиллом, графом Солсбери. Ричард, который был близким родственником Ральфа, являлся одним из богатейших и влиятельных магнатов Англии. Ральф взял на себя обязательство «быть готовым ехать и идти туда, куда попросит граф, в мирное или военное время» (за исключением Франции). Когда зимой 1453/1454 года Невиллы связали свою судьбу с Ричардом Йоркским, Ральф, судя по всему, последовал их примеру. В феврале 1454 года он вошёл в состав Королевского совета, который поручил Ричарду Йоркскому открыть парламент вместо недееспособного короля Генриха VI. Летом того же года Ральф входил в состав комиссии, возглавляемой Ричардом Йоркским, назначенным к тому моменту лордом-протектором королевства, которая отправилась в северную Англию, чтобы прекратить феодальную войну между Невиллами и Перси. В конце сентября Ральфа назначили комиссаром, которому было велено собрать своих людей в Йоркшире и подавить восстание в Ланкашире, направленное против Ричарда Йоркского.

### Война Алой и Белой розы: между Йорками и Ланкастерами
В числе сторонников Йорков Ральф пробыл до 1458 года. После разгрома йоркистов в битве при Ладфорд-Бридже и побега графа Солсбери в Кале на заседании парламента в Ковентри, получившем название «Парламент Дьяволов», принёс присягу победившим Ланкастерам.
Согласно сообщениям хронистов, в дальнейшем Ральф был сторонником Ланкастеров. Так, «Хроника Грегори» указывает, что осенью 1460 года он присоединился к ланкастерской армии, которая должна была победить йоркистов, собравшихся в замке Сандал недалеко от Уэйкфилда. В «Хронике» Джона Беннета Ральф упоминается в числе ланкастерцев в битве при Уэйкфилде (30 декабря), закончившейся разгромом йоркистов и гибелью Ричарда Йоркского. Если эти сообщения верны, непонятно, зачем в январе 1461 года ему потребовалось принести в Ковентри новую присягу королю Генриху VI и королеве Маргарите Анжуйской. Согласно «Анналам», ошибочно приписываемых Уильяму Вустерскому, после присяги Ральф отправился на юг в составе армии королевы и участвовал 17 февраля во второй битве при Сент-Олбансе, закончившейся победой ланкастерцев. Однако в битве при Таутоне в конце марта 1461 года, закончившейся разгромом ланкастерцев, Ральф не участвовал, а после неё он сразу же оказался на службе у нового короля, Эдуарда IV, старшего сына покойного Ричарда Йоркского. Возможно, это связано с тем, что после разгрома йоркистов в битве при Ладфорд-Бридже Ральф вёл двойную игру.
Вскоре после битвы при Таутоне Ральф вместе с бароном Фоконбергом отправился в Беверли, чтобы обеспечить повиновение города. В ноябре он был отправлен комиссаром в северную Англию, чтобы противостоять ланкастерцам, обосновавшимся в Шотландии. В конце 1462 года Ральф в составе королевской армии участвовал в походе на север Англии и принимал участие в захвате замка Данстанборо в Нортумберленде.
В мае 1464 года Ральф помог барону Монтегю одержать победу над ланкастерцами в битве при Хексеме, в ней он командовал левым флангом. О продолжении тесных связей Ральфа с Невиллами говорит и тот факт, что он в 1465 году играл основную церемониальную роль при интронизации Джорджа Невилла архиепископом Йорка.

### Последние годы
Как и многие другие бывшие вассалы Невиллов Ральф перешёл на службу Ричарда Глостера, брата Эдуарда IV. С 1470 года он был членом совета герцога Глостера, служил в качестве судьи и участвовал в переговорах в Шотландии. Также он участвовал в конфликтах в Англо-Шотландском пограничье, командуя отрядом, который защищал границу от набегов шотландцев. В 1482 году Ральф участвовал в походе английской армии под командованием Ричарда Глостера в Шотландию.
После избрания Ричарда Глостера королём под именем Ричарда III Ральф в августе 1383 года присутствовал у короля в Йорке. В качестве королевского советника Ричард III предоставил ему аннуитет в 100 фунтов.
Существует северная легенда, гласящая, что в 1485 году Ральф привёл большой отряд к Босворту, где 22 августа состоялась битва, закончившаяся гибелью Ричарда III, после которой на английский престол взошёл Генрих VII Тюдор. Однако подобное весьма сомнительно: к тому моменту Ральфу было уже больше 70 лет, кроме того, он после битвы без особых проблем служил Генриху VII.

### Наследство
Ральф умер 1 июня 1487 года в Киркхэме и был погребён в Киркхэмском монастыре. Он был трижды женат. Первый брак с Элизабет Фицхью укрепил и без того тесный семейный союз между родами Грейстоков и Фицхью. В этом браке родилось 15 детей. Наследником Ральфа был сын Роберт, однако он умер раньше отца — в 1483 году. Другой сын Ральфа, Джон, умер в 1501 году, оставив от брака с Сисели Герберт только одного сына, который в момент своей смерти в 1508 году в браке не состоял. В результате наследницей большинства владений и титула барона Грейстока стала Элизабет (10 июля 1471 — 13/14 августа 1516), дочь Роберта от брака с Элизабет Грей, дочерью Эдмунда Грея, 1-го графа Кента. Она была замужем за Томасом Дакром, 2-м бароном Дакром из Гисленда, их потомки носили титул барона Грейстока до угасания рода Дакров из Гисленда в 1569 году.

## Брак и дети
1-я жена: с 1 июля 1436 Элизабет Фицхью (ок. 1419 — 20 марта 1468), дочь Уильяма Фицхью, 4-го барона Фицхью, и Марджери Уиллоби. От этого брака родилось 15 детей:
- Джоан Грейсток[12];
- Энн Грейсток[12];
- сэр Роберт Грейсток (ум. 17 июля 1483); 1-я жена: Маргарет Грей, дочь Эдварда Грея из Гроуби и Элизабет Феррерс; 2-я жена: Элизабет Грей (ок. 1448 — 18 июля 1472), дочь Эдмунда Грея, 1-го графа Кента, и Кэтрин Перси[13][12];
  - Элизабет Грейсток (10 июля 1471 — 13/14 августа 1516), 6-я баронесса Грейсток с 1487; муж: Томас Дакр (ум. 24 октября 1525), 2-й барон Дакр из Гисленда с 1509, барон Грейсток (по праву жены) в 1487—1516[13][12];
- сэр Джон Грейсток (ум. 10 марта 1501). Он оставил единственного сына, умершего в 1508 году бездетным[3][12];
- Ричард Грейсток (ум. 1496), ректор Велдрака[12];
- Элизабет Грейсток; 1-й муж: Томас Скруп (ум. 1475), 5-й барон Скруп из Месема с 1455; 2-й муж: Гилберт Толбот из Графтона (ум. 19 сентября 1518), шериф Шропшира[13][12];
- Энн Грейсток; муж: сэр Томас Эштон[14][12];
- Ральф Грейсток[12];
- Маргарет (Марджери) Грейсток; муж: Томас Грей из Чиллингема (ум. 16 августа 1498)[12];
- Уильям Грейсток[12];
- Уильям Грейсток[12];
- Мэри Грейсток (ум. 30 сентября 1496); муж: Эдвард Гастингс (1 апреля 1431 — 13 декабря 1488)[14];
- Томас Грейсток[12];
- Изабелла Грейсток[12];
- Ральф Грейсток[12].

2-я жена: Беатрис Хоклайф (ум. 20 апреля 1505), дочь Ричарда Хоклайфа.
3-я жена: Элизабет Тиррелл.

## Комментарии
1. ↑  Ричард Йоркский был женат на сестре графа Солсбери.